# Варілеро
Варіле́ро (Agelasticus) — рід горобцеподібних птахів родини трупіалових (Icteridae). Представники цього роду мешкають в Південній Америці.

## Види
Виділяють три види:
- Варілеро золотоплечий (Agelasticus thilius)
- Варілеро жовтоокий (Agelasticus xanthophthalmus)
- Варілеро однобарвний (Agelasticus cyanopus)

## Етимологія
Наукова назва роду Agelasticus походить від слова дав.-гр. αγελαστικος — стадний, соціальний (від αγελη — зграя). Українська назва «варілеро» походить від іспанської назви птаха — ісп. varillero.